# Полуничне
Полуни́чне — село в Україні,  у Крупецькій сільській громаді Дубенського району Рівненської області. Населення становить 128 осіб.

## Географія
Село розташоване на правому березі річки Ситеньки.

## Історія
У 1906 році село Теслугівської волості Дубенського повіту Волинської губернії. Відстань від повітового міста 46 верст, від волості 7. Дворів 15, мешканців 135.
7 (20) листопада 1917 року, відповідно до Третього Універсалу Української Центральної Ради, увійшло до складу Української Народної Республіки.
12 червня 2020 року, відповідно до розпорядження Кабінету Міністрів України № 722-р від «Про визначення адміністративних центрів та затвердження територій територіальних громад Рівненської області», увійшло до складу Крупецької сільської громади Радивилівського району.
19 липня 2020 року, в результаті адміністративно-територіальної реформи та ліквідації Радивилівського району, село увійшло до складу Дубенського району.